# Maagaa
Maagaa est une petite île inhabitée des Maldives.

## Géographie
Maagaa est située dans le centre des Maldives, à l'Est de l'atoll Ari, dans la subdivision de Alif Alif. 